# Гранді (округ, Айова)
Шаблон:StateAbbr_ 42°24′06″ пн. ш. 92°47′15″ зх. д. / 42.401666666667° пн. ш. 92.7875° зх. д.
Округ Гранді (англ. Grundy County) — округ (графство) у штаті Айова, США. Ідентифікатор округу 19075.

## Історія
Округ утворений 1851 року.

## Демографія
За даними перепису
2000 року
загальне населення округу становило 12369 осіб, усе сільське.
Серед мешканців округу чоловіків було 6050, а жінок — 6319. В окрузі було 4984 домогосподарства, 3584 родин, які мешкали в 5304 будинках.
Середній розмір родини становив 2,94.
Віковий розподіл населення поданий у таблиці:
| Стать    | До 15 років | 15-21 | 22-29 | 30-39 | 40-49 | 50-65 | 65-85 | Понад 85 |
| -------- | ----------- | ----- | ----- | ----- | ----- | ----- | ----- | -------- |
| Чоловіки | 1288        | 590   | 441   | 773   | 959   | 1048  | 838   | 113      |
| Жінки    | 1205        | 512   | 410   | 786   | 947   | 1024  | 1155  | 280      |

## Суміжні округи
- Батлер — північ
- Блек-Гок — схід
- Тама — південний схід
- Маршалл — південний захід
- Гардін — захід
- Франклін — північний захід

## Виноски
1. ↑  U.S. Decennial Census. United States Census Bureau. Архів оригіналу за 26 квітня 2015. Процитовано 17 липня 2014.
2. ↑  Historical Census Browser. University of Virginia Library. Архів оригіналу за 16 серпня 2012. Процитовано 17 липня 2014.
3. ↑  Population of Counties by Decennial Census: 1900 to 1990. United States Census Bureau. Архів оригіналу за 22 квітня 2014. Процитовано 17 липня 2014.
4. ↑  Census 2000 PHC-T-4. Ranking Tables for Counties: 1990 and 2000 (PDF). United States Census Bureau. Архів оригіналу (PDF) за 18 грудня 2014. Процитовано 17 липня 2014.
5. ↑  State & County QuickFacts. United States Census Bureau. Архів оригіналу за 7 червня 2011. Процитовано 17 липня 2014.(англ.) Наведено за англійською вікіпедією.
6. ↑  American FactFinder. Бюро перепису населення США. Архів оригіналу за 21 травня 2008. Процитовано 31 січня 2008.

| США | Це незавершена стаття з географії США. Ви можете допомогти проєкту, виправивши або дописавши її. |